# Mercedes-Benz W447
Mercedes-Benz Type 447 - третє поколінням невеликих фургонів від німецького автовиробника Mercedes-Benz. Воно прийшло на заміну моделей Viano і Vito Type 639. Як і перше покоління (Тип 638), туристична версія цієї серії знову продається під назвою V-Клас. Виробник рекламує її як мінівен. Утилітарний варіант продовжує продаватися під назвою Vito. Назва «Віто» нагадує завод «Мерседес» у Віторії-Гастейс, Іспанія. Тут збирається модель. Вперше це покоління невеликого фургона від Mercedes-Benz також пропонується в Сполучених Штатах і Канаді під назвою Metris.

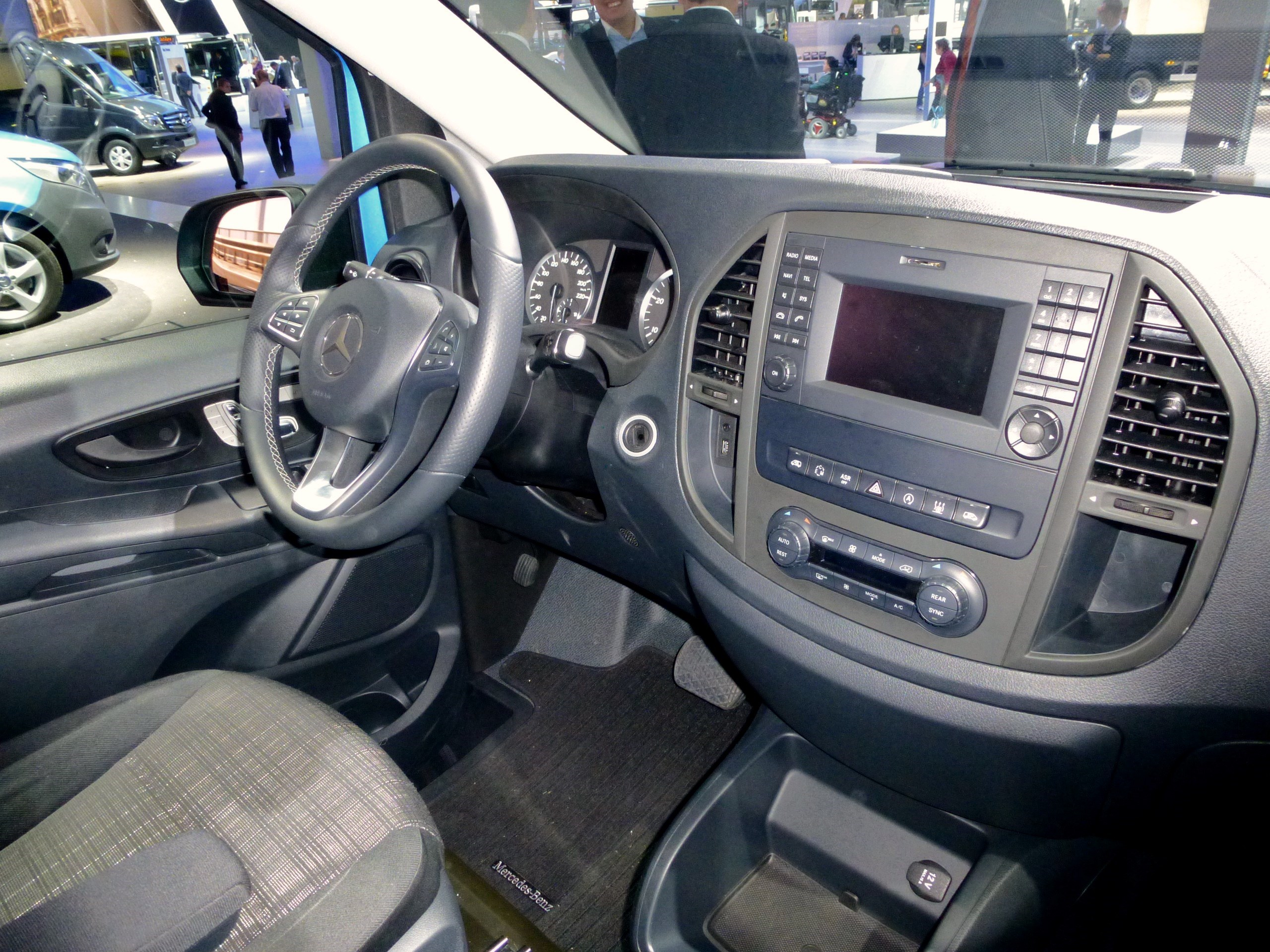
Салон Vito (2014-2023)

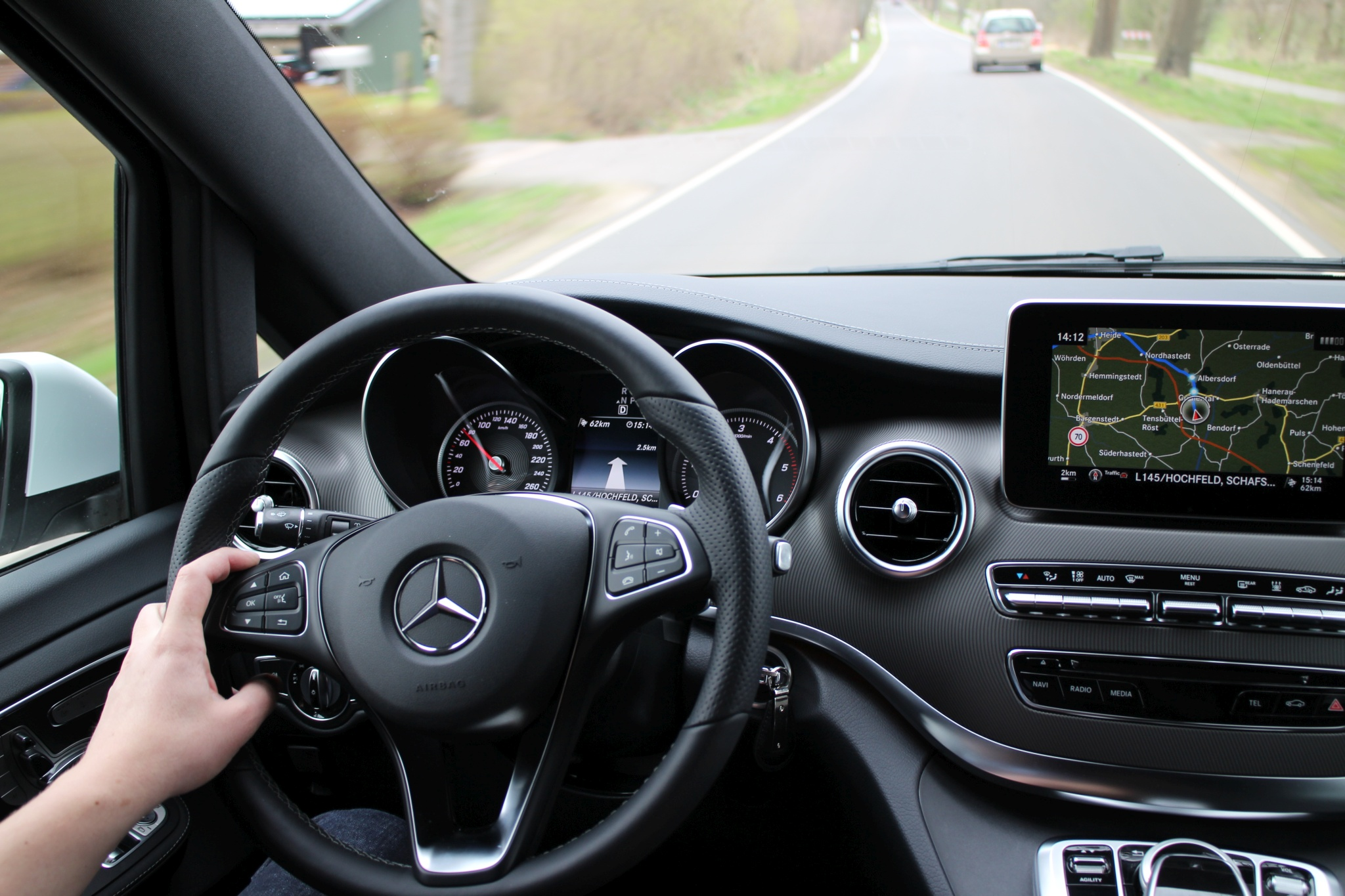
Салон V-Klasse (2014-2023)

Транспортні засоби мають несучий кузов із листової сталі та доступні з двома різними колісними базами: 3200 мм і 3430 мм. Є три різні довжини, 4895 мм, 5140 мм і 5370 мм, а також три різні варіанти кузова для Vito, з вікнами навколо, з листовим металом замість вікон для C-стійки та з листовим металом на місці вікон для стійок B і C виконані як розсувні двері. Колеса мають індивідуальну підвіску: передні колеса на стійках Макферсон і поперечних важелях, задні — на напівпричіпних важелях.
Лобова площа становить 3,24 м², а коефіцієнт лобового опору — 0,321.
На відміну від свого попередника, V-Клас пропонується лише з чотирициліндровими дизельними двигунами, за винятком китайського варіанту V 260 і північноамериканського варіанту Metris, які доступні лише з дволітровим бензиновим двигуном M 274 з турбонаддувом.
Шасі доступне у версіях з переднім, заднім або повним приводом 4Matic.

## Історія

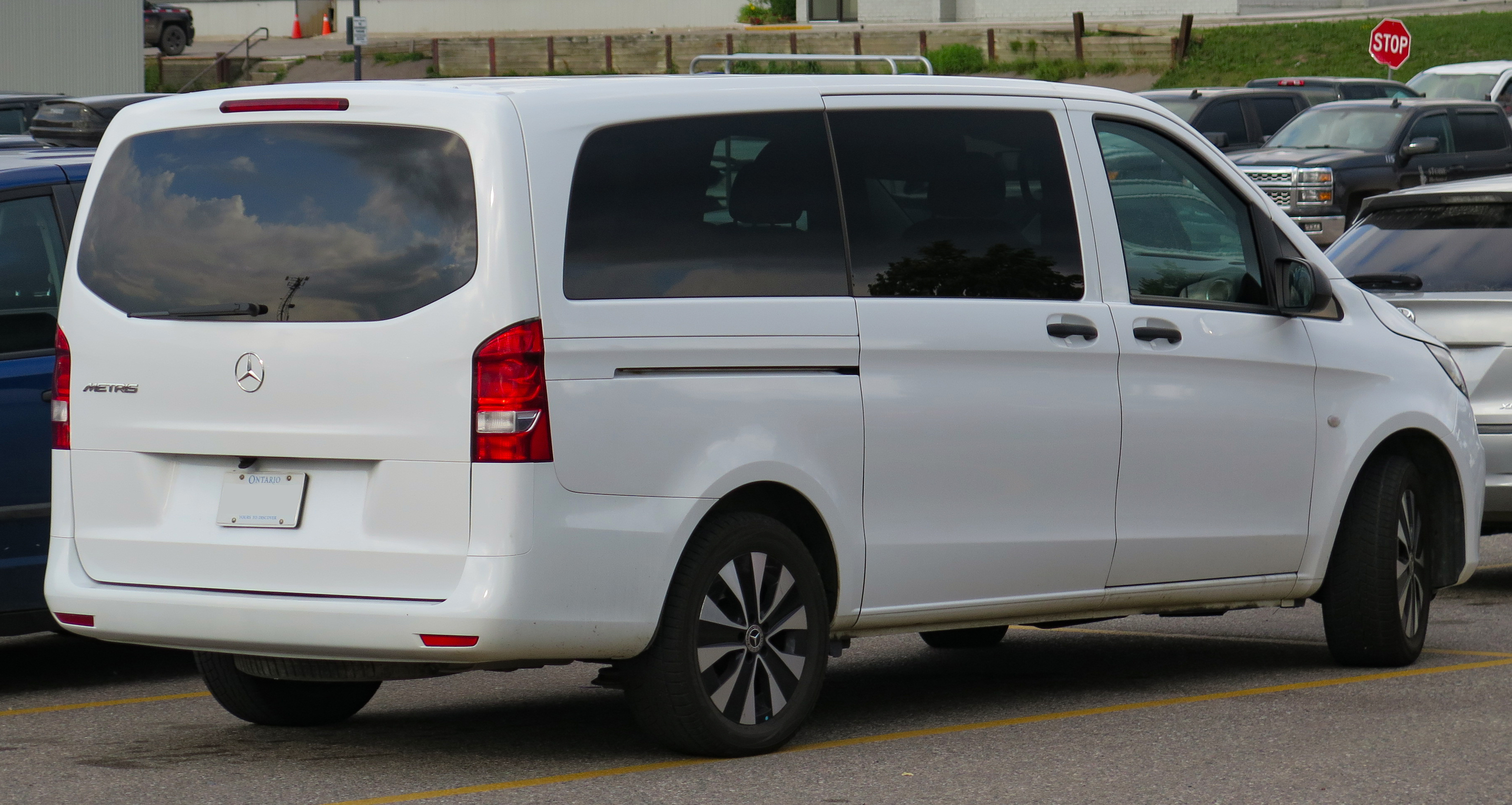
Mercedes-Benz Metris

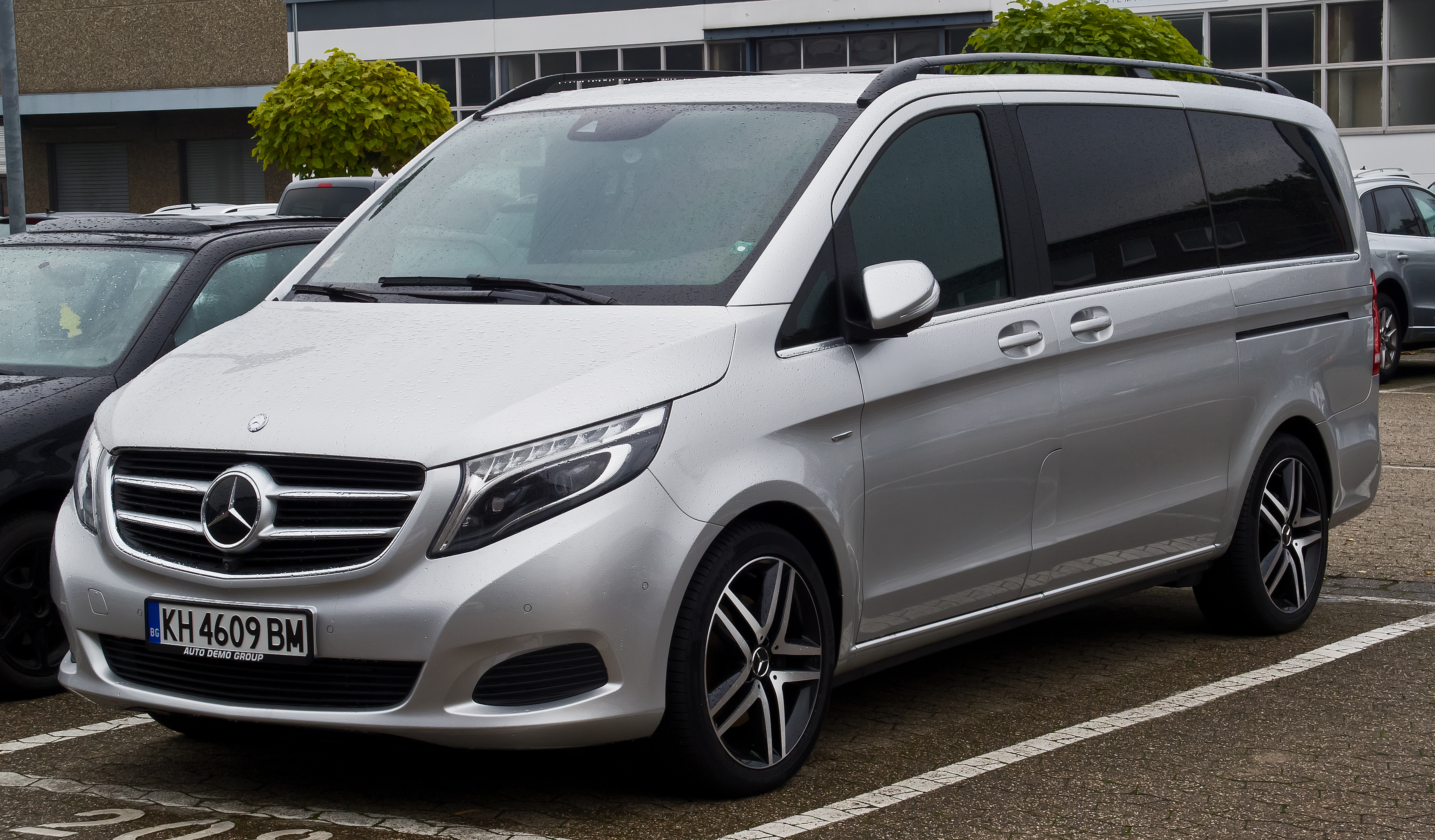
Mercedes-Benz V250 (2014–2019)

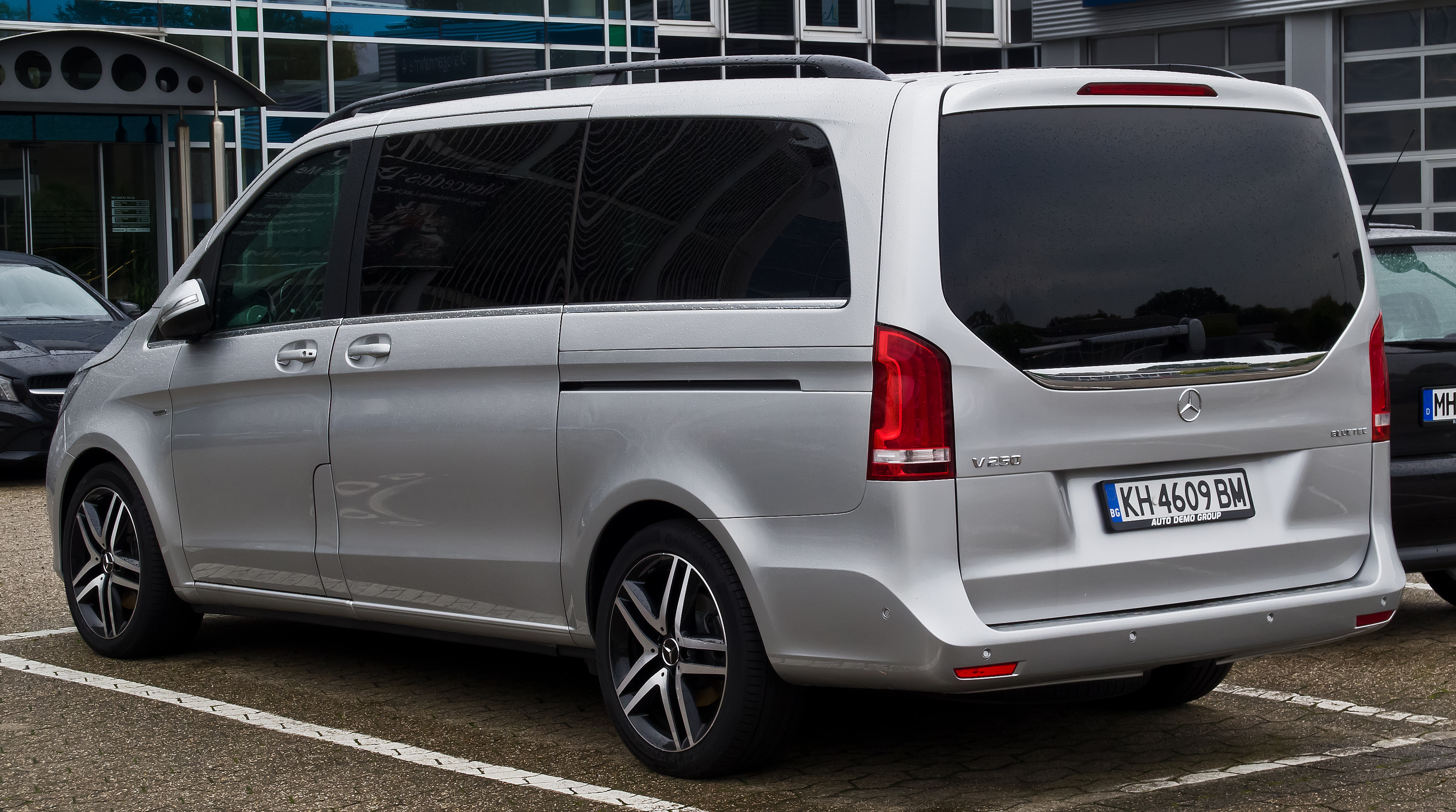
Mercedes-Benz V250 (2014–2019)

Нове покоління Vito (комерційний автомобіль) і V-Клас (версія MPV) були представлені 31 травня 2014 року, а виробництво офіційно стартувало в серпні того ж року на заводі у Віторії (Іспанія). Продажі в Європі стартували у жовтні 2014 року. Лінійка двигунів складається з дизельного двигуна Renault 1.6 OM622, встановленого на передньопривідних версіях (потужністю 88 і 114 кінських сил), і дизеля 2.2 OM651, встановленого на задньо- та повнопривідних версіях. версії (потужністю 136, 163, 190 і 204 кінських сил). Також доступні моделі кемперів Marco Polo і Marco Polo Horizon (обидві на базі V-Класу) і Marco Polo Activity (на основі Vito). Всі три моделі виготовлені Westfalia.
У березні 2015 року дебютувала північноамериканська версія, перейменована в Mercedes-Benz Metris, вироблена в Мексиці і оснащена чотирициліндровим бензиновим турбодвигуном 2.0 M274 потужністю 211 к.с. і 350 Нм крутного моменту.
У червні 2015 року Vito дебютував у Південній Америці, де його збирали на заводі Mercedes-Benz Centro Industrial Juan Manuel Fangio в Буенос-Айресі.
У вересні 2016 року виробництво як Vito, так і пасажирської версії V-Класу також розпочалося в Китаї на заводі у Фучжоу спільного підприємства Fujian Benz Automotive Co. Daimler, Ltd. (FBAC).

### Рестайлінг 2019 року

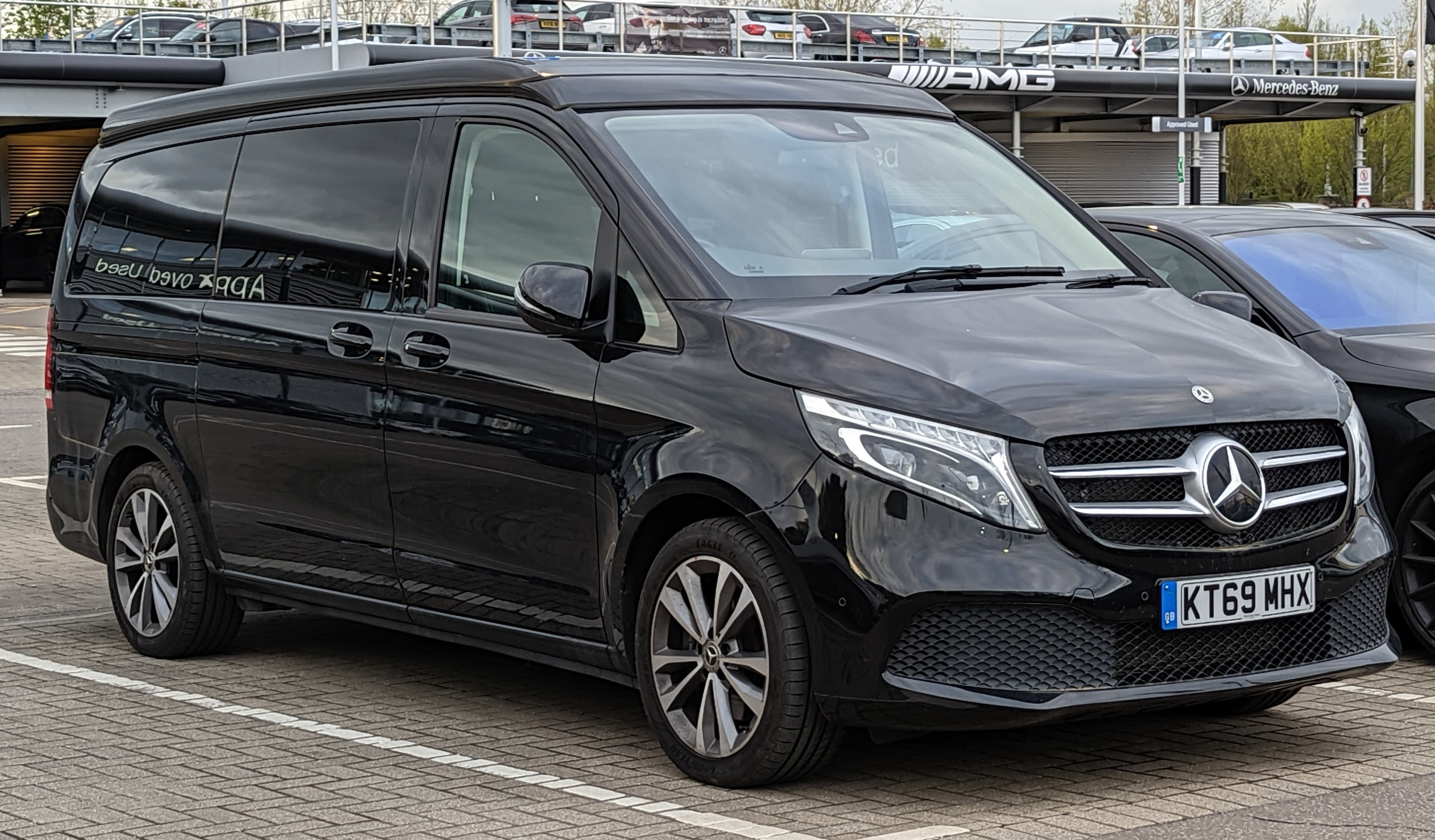
Mercedes-Benz V220d Marco Polo (2019–2023)

На Женевському автосалоні в березні 2019 року було представлено оновлений Vito і V-Класу разом із концепт-каром Mercedes-Benz EQV, який демонструє електричну версію V-Класу. Тоді ж дебютував новий турбодизель 2.0 OM651 доступний у варіантах 136, 163 і 190 кінських сил, а також у варіанті з подвійним турбонаддувом на 240 кінських сил, усі разом із заднім приводом і новою дев’ятиступінчастою автоматичною коробкою передач NAG 9G-Tronic, яка замінює попередню семиступінчасту. один. Для передньопривідних моделей дебютував новий 1,75-літровий OM622 від Renault, який пропонується у двох варіантах потужності, 102 і 136 к.с., з максимальним крутним моментом 270 Нм і 330 Нм відповідно.
Серійна версія EQV згодом дебютує на Франкфуртському автосалоні у вересні 2019 року.

### Рестайлінг 2023 року

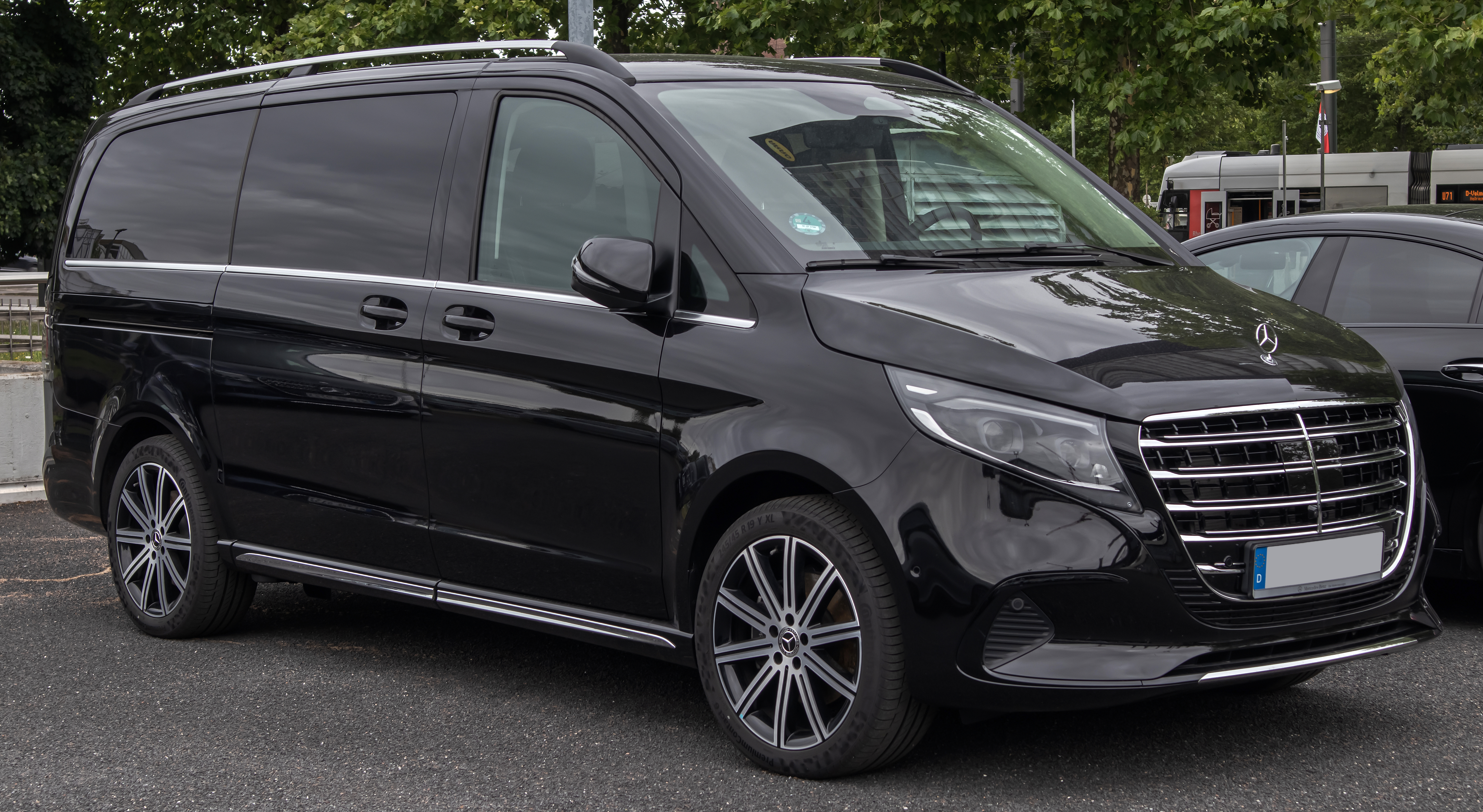
Mercedes-Benz V300d 4MATIC (з 2023)

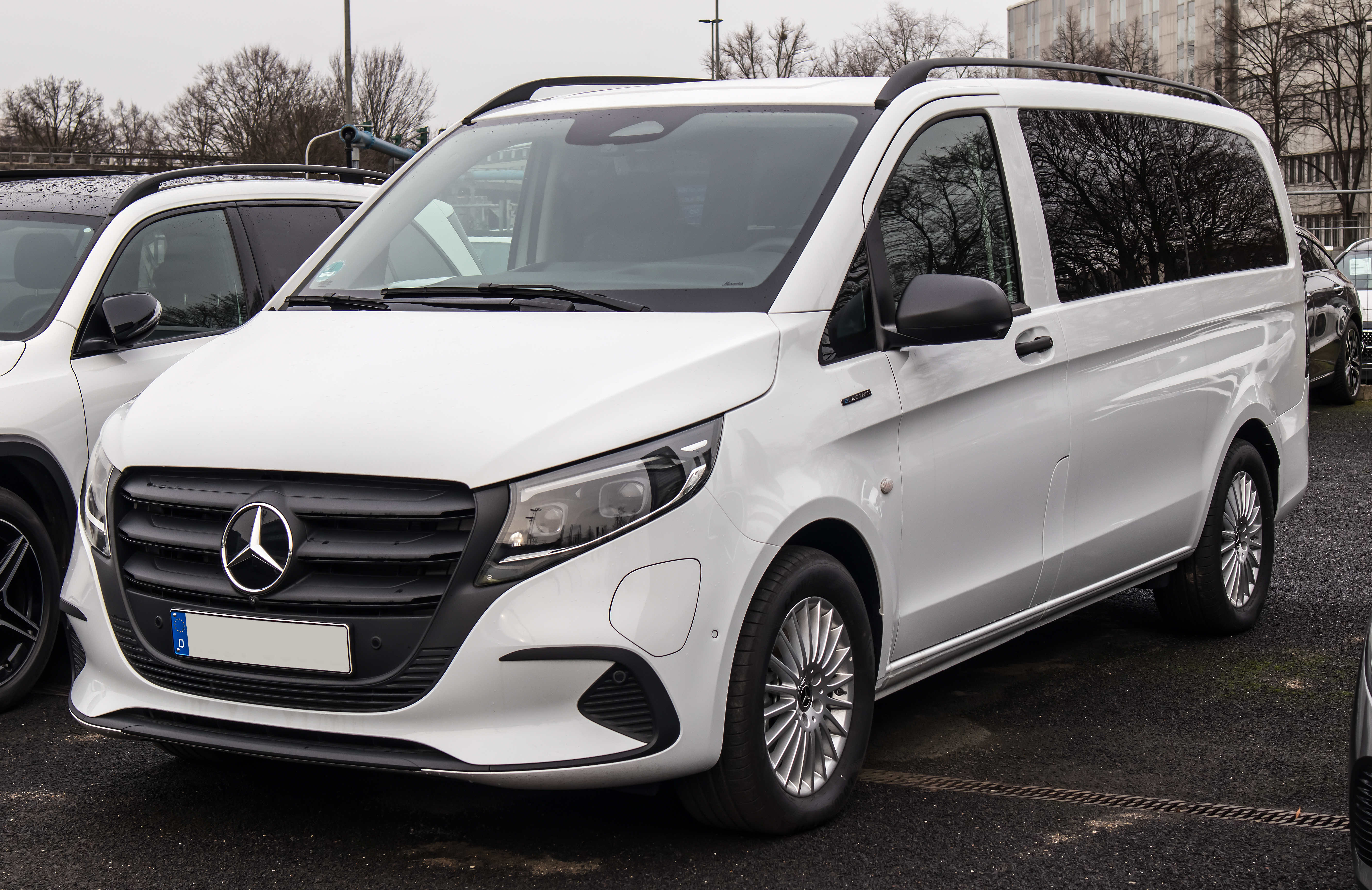
Mercedes-Benz Vito 119 CDI Tourer Pro (з 2023)

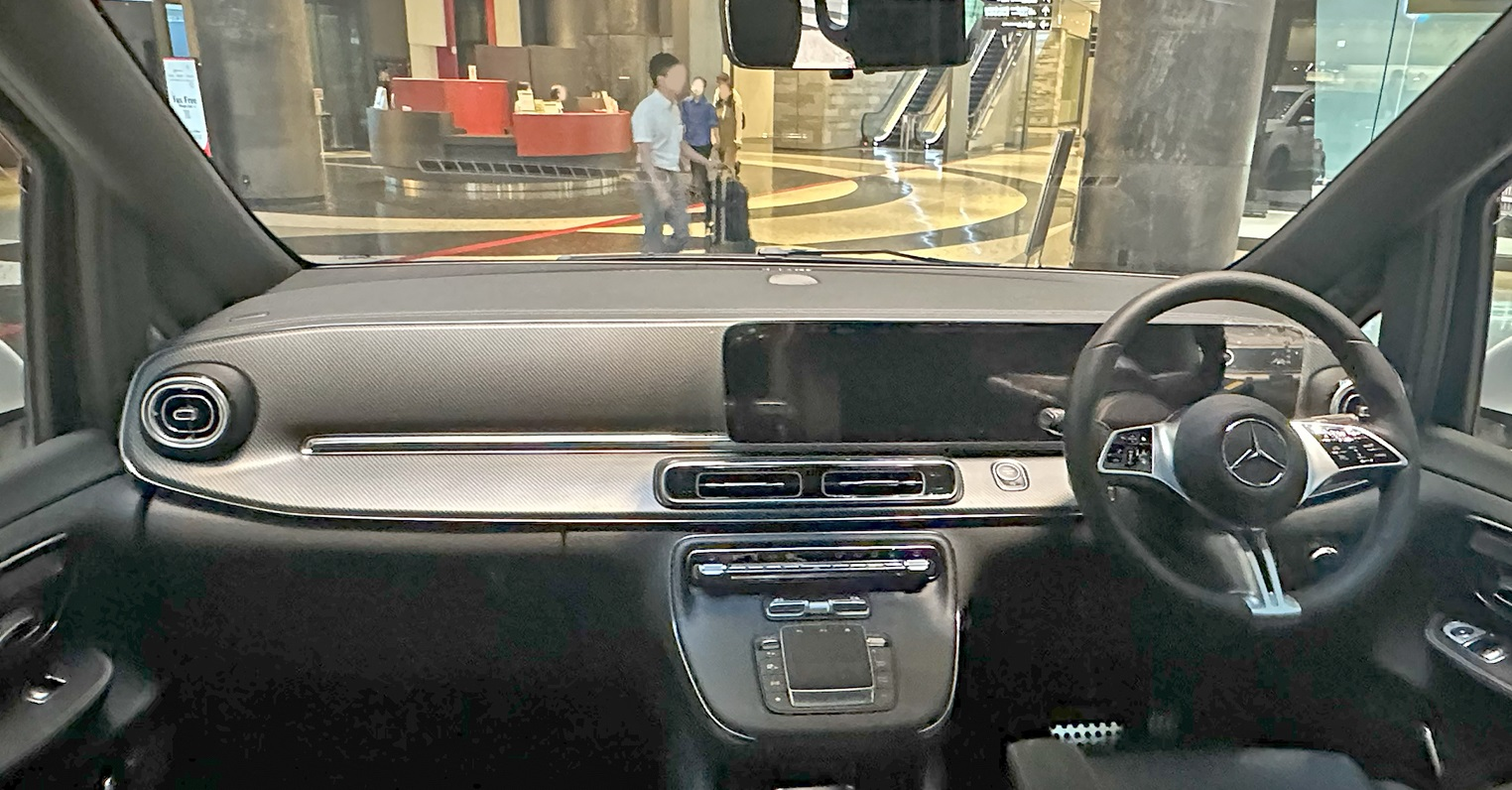
Салон V-Klasse (з 2023)

Оновлений W447 V-Class був представлений 27 липня 2023 року. Для 2024 модельного року нова передня частина додає більшу решітку радіатора, оточену світлодіодною смугою, яка вперше була представлена на W214. LCI також оснащений багатопроменевими фарами, а логотип Mercdes-Benz розташований на капоті. Додано помітний напис Mercedes-Benz і п’ять нових варіантів кольорів. Доступні нові конструкції колісних дисків із аеродинамічно оптимізованими 17-, 18- та 19-дюймовими колесами. В інтер’єрі представлена нова панель приладів і новий сенсорний екран, який керує абсолютно новою системою Mercedes-Benz User Experience (MBUX).

### Електричні версії (eVito/EQV)

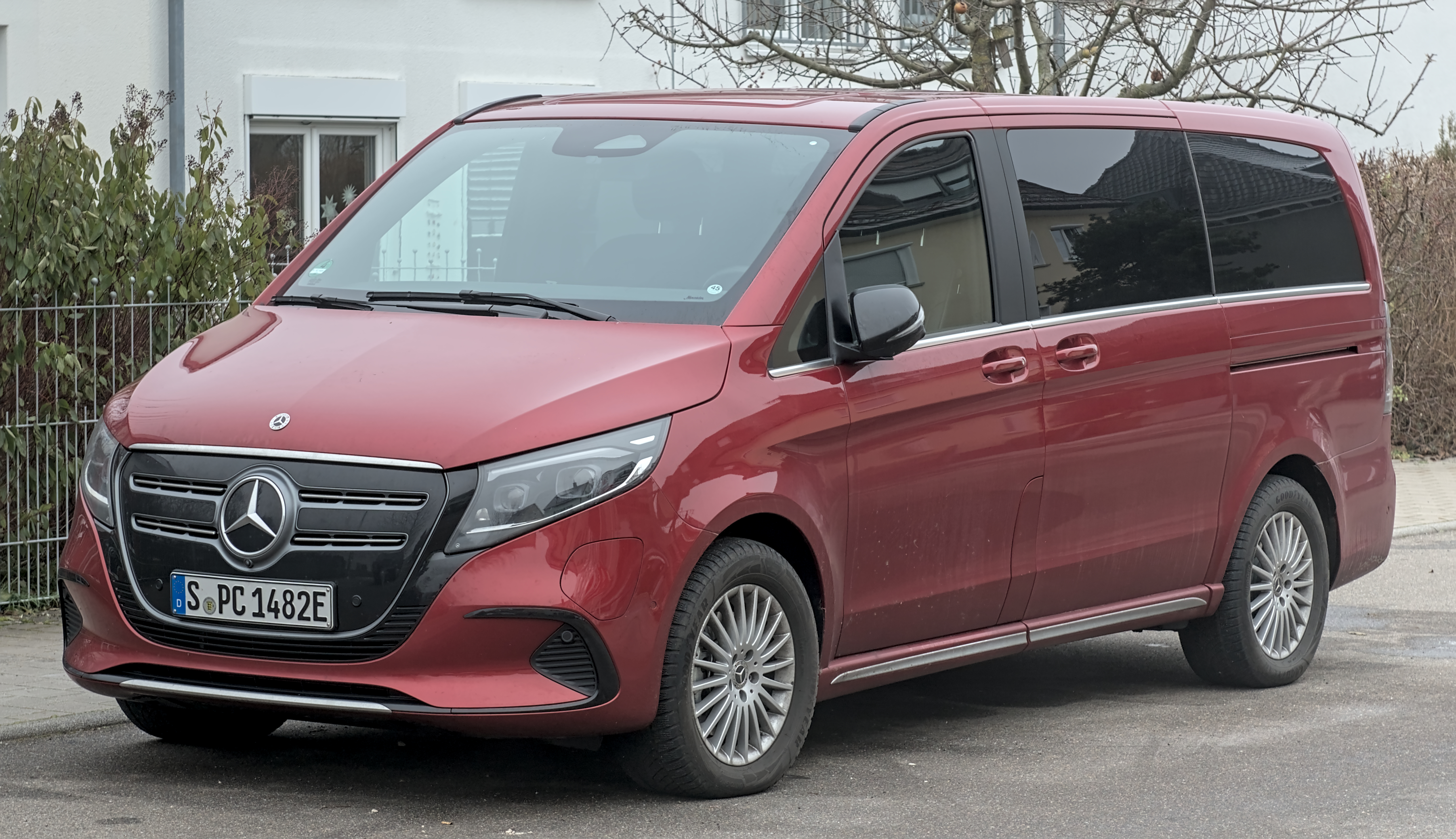
Mercedes-Benz EQV 300 (з 2023)

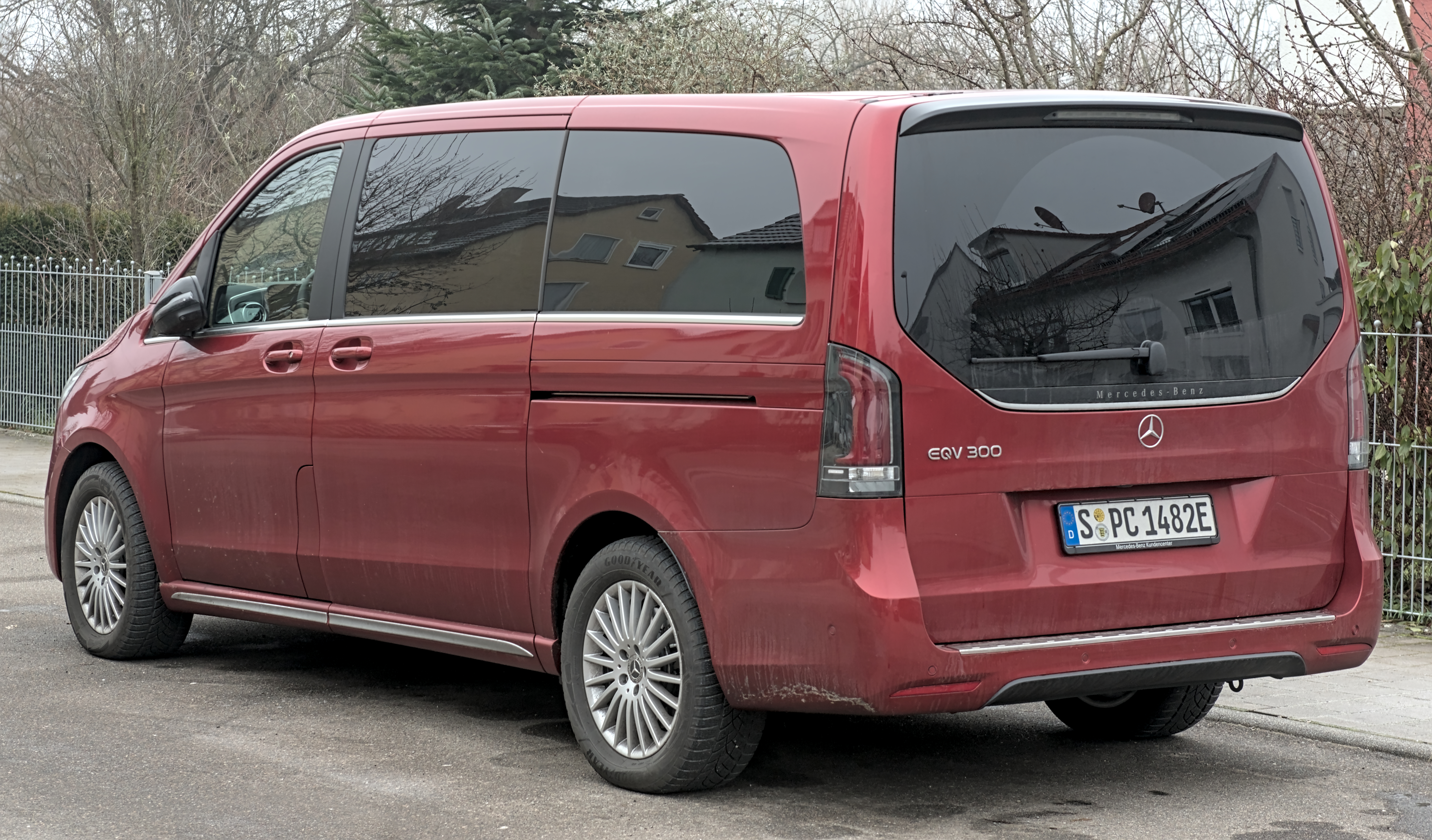
Mercedes-Benz EQV 300 (з 2023)

У другій половині 2018 року на ринок вийшов електричний варіант комерційної версії під назвою eVito з електродвигуном потужністю 84 кВт і запасом ходу 150 км на повній зарядці за циклом WLTP. Заявлена максимальна швидкість становить 120 км/год.
Електрична версія V-Класу доступна з весни 2019 року під назвою EQV (назва підкреслює її приналежність до лінійки електромобілів EQ Daimler Group). Електродвигун розвиває 204 к.с. і 362 Нм крутного моменту і працює в парі з коробкою передач з фіксованим передавальним числом. Максимальна швидкість становить 160 км/год, а літій-іонний акумулятор ємністю 90 кВт/год. Заявлена автономність становить 405 км за циклом NEDC.

## Будова автомобіля

### Двигуни
| Модель                          | Двигун      | Об'єм (см³) | Система живлення               | Коробка передач/Кількість передач | Потужність к.с./об/хв | Крутний момент Нм/об/хв | Викиди CO2 (г/км) | Прискорення. 0–100 км/год | Максимальна швидкість (км/год) | Витрата (л/100 км або кВт*год) | Роки виробництва |
| ------------------------------- | ----------- | ----------- | ------------------------------ | --------------------------------- | --------------------- | ----------------------- | ----------------- | ------------------------- | ------------------------------ | ------------------------------ | ---------------- |
| Бензинові                       |             |             |                                |                                   |                       |                         |                   |                           |                                |                                |                  |
| Metris/ V 260                   | M274DE20AL  | 1991        | Пряме впорскування             | 7-ступінчастий автомат            | 211/5500              | 350/1250                | N.D.              | N.D.                      | 161                            | 10,7                           | 2015–2022        |
| V 300                           | M254        | 1999        | Пряме впорскування             | 9-ступінчастий автомат            | 231/-                 | 370/-                   | 228               | N.D.                      | 200                            | 10,0                           | з 07/2024        |
| Дизельні                        |             |             |                                |                                   |                       |                         |                   |                           |                                |                                |                  |
| Vito 109 CDI                    | OM622DE16LA | 1598        | Common rail пряме впорскування | 6-ступінчаста механіка            | 88/3800               | 230/1500–2000           | 169               | 18"9                      | 157                            | 6,4                            | з 10/2014        |
| Vito 111 CDI                    | OM622DE16LA | 1598        | Common rail пряме впорскування | 6-ступінчаста механіка            | 114/3800              | 270/1500–2500           | 169               | 14"4                      | 169                            | 6,4                            | з 10/2014        |
| Vito 110 CDI (VA)               | OM622DE17LA | 1749        | Common rail пряме впорскування | 6-ступінчаста механіка            | 102/3800              | 270/1500–2500           |                   |                           |                                |                                | з 2019           |
| Vito 114 CDI (VA)               | OM622DE17LA | 1749        | Common rail пряме впорскування | 6-ступінчаста механіка            | 136/3800              | 330/1750–2500           |                   |                           |                                |                                | з 2019           |
| Vito 114 CDI                    | OM654       | 1950        | Common rail пряме впорскування | 6-ступінчаста механіка            | 136/3800              | 330/1250–2400           |                   | 9"8                       | 199                            |                                | з 03/2019        |
| Vito 114 CDI                    | OM651DE22LA | 2143        | Common rail пряме впорскування | 6-ступінчаста механіка            | 136/3800              | 330/1200–2400           | 159               | 9"8                       | 199                            | 6,1                            | з 10/2014        |
| V 200 CDI                       | OM651DE22LA | 2143        | Common rail пряме впорскування | 6-ступінчаста механіка            | 136/3800              | 330/1200–2400           | 159               | 9"8                       | 199                            | 6,1                            | 05/2014–02/2019  |
| V 220 CDI                       | OM651DE22LA | 2143        | Common rail пряме впорскування | 6-ступінчаста механіка            | 163/3800              | 380/1400–2400           | 149               | 9"8                       | 199                            | 5,7                            | 05/2014–02/2019  |
| Vito 116 CDI                    | OM651DE22LA | 2143        | Common rail пряме впорскування | 6-ступінчаста механіка            | 163/3800              | 380/1400–2400           | 149               | 9"8                       | 199                            | 5,7                            | з 10/2014        |
| Vito 119 BlueTEC                | OM651DE22LA | 2143        | Common rail пряме впорскування | 7-ступінчастий автомат            | 190 (204)/3800        | 440 (480)/1400–2400     | 157               | 9"8                       | 199                            | 6,0                            | з 10/2014        |
| Vito 119 CDI 4x4                | OM651DE22LA | 2143        | Common rail пряме впорскування | 7-ступінчастий автомат            | 190 (204)/3800        | 440 (480)/1400–2400     | 169               |                           |                                | 6,4                            | з 02/2015        |
| V 250 BlueTEC                   | OM651DE22LA | 2143        | Common rail пряме впорскування | 7-ступінчастий автомат            | 190 (204)/3800        | 440 (480)/1400–2400     | 157               |                           |                                | 6,0                            | 05/2014–02/2019  |
| V 250 BlueTEC 4MATIC            | OM651DE22LA | 2143        | Common rail пряме впорскування | 7-ступінчастий автомат            | 190 (204)/3800        | 440 (480)/1400–2400     | 174               |                           |                                | 6,6                            | 02/2015–02/2019  |
| V 220 d/Vito 116 CDI            | OM654       | 1950        | Common rail пряме впорскування | 9-ступінчастий автомат            | 163/4200              | 380/1200–2400           | 157–162           |                           |                                | 6,0–6,2                        | з 03/2019        |
| V 220 d 4MATIC/Vito 116 CDI 4x4 | OM654       | 1950        | Common rail пряме впорскування | 9-ступінчастий автомат            | 163/4200              | 380/1200–2400           | 176–184           |                           |                                | 6,7–6,9                        | з 03/2019        |
| V 250 d/Vito 119 CDI            | OM654       | 1950        | Common rail пряме впорскування | 9-ступінчастий автомат            | 190/4200              | 440/1350–2400           | 155–161           |                           |                                | 5,9–6,1                        | з 03/2019        |
| V 250 d 4MATIC/Vito 119 CDI 4x4 | OM654       | 1950        | Common rail пряме впорскування | 9-ступінчастий автомат            | 190/4200              | 440/1350–2400           | 172–179           |                           |                                | 6,5–6,8                        | з 03/2019        |
| V 300 d/Vito 124 CDI            | OM654       | 1950        | Common rail пряме впорскування | 9-ступінчастий автомат            | 239/4200              | 500/1600–2400           | 155–161           |                           |                                | 5,9–6,1                        | з 03/2019        |
| V 300 d 4MATIC/Vito 124 CDI 4x4 | OM654       | 1950        | Common rail пряме впорскування | 9-ступінчастий автомат            | 239/4200              | 500/1600–2400           | 172–179           |                           |                                | 6,5–6,8                        | з 03/2019        |
| Електричні                      |             |             |                                |                                   |                       |                         |                   |                           |                                |                                |                  |
| eVito                           | електричний | -           | -                              | -                                 | 116/-                 | 295/-                   | 0                 | -                         | 80/100/120                     | 20,2–24,2                      | з 2019           |
| eVito Tourer                    | електричний | -           | -                              | -                                 | 204/-                 | 362/-                   | 0                 | -                         | 160                            | 27,0                           | з 2020           |
| EQV                             | електричний | -           | -                              | -                                 | 204/-                 | 362/-                   | 0                 | -                         | 160                            | 27,0                           | з 2020           |

### Ходова частина

#### Підвіска
W447 оснащений незалежною підвіскою всіх коліс. На передній осі встановлені амортизаційні стійки «Мак-Ферсон», на яких знаходяться кріплення стабілізатора поперечної стійкості. У підвісці задньої осі використовуються гвинтові пружини, рознесені з амортизаторами.

#### Трансмісія
У стандартній комплектації автомобілі серії W447 оснащувалися 6-ступінчастою механічною коробкою перемикання передач із вбудованим диференціалом. Картер коробки, картер зчеплення, підшипник і кришка приводу перемикання передач були зроблені з алюмінію. На замовлення була доступна 7 або 9-ступінчаста автоматична трансмісія TouchShift.

## Тюнінг

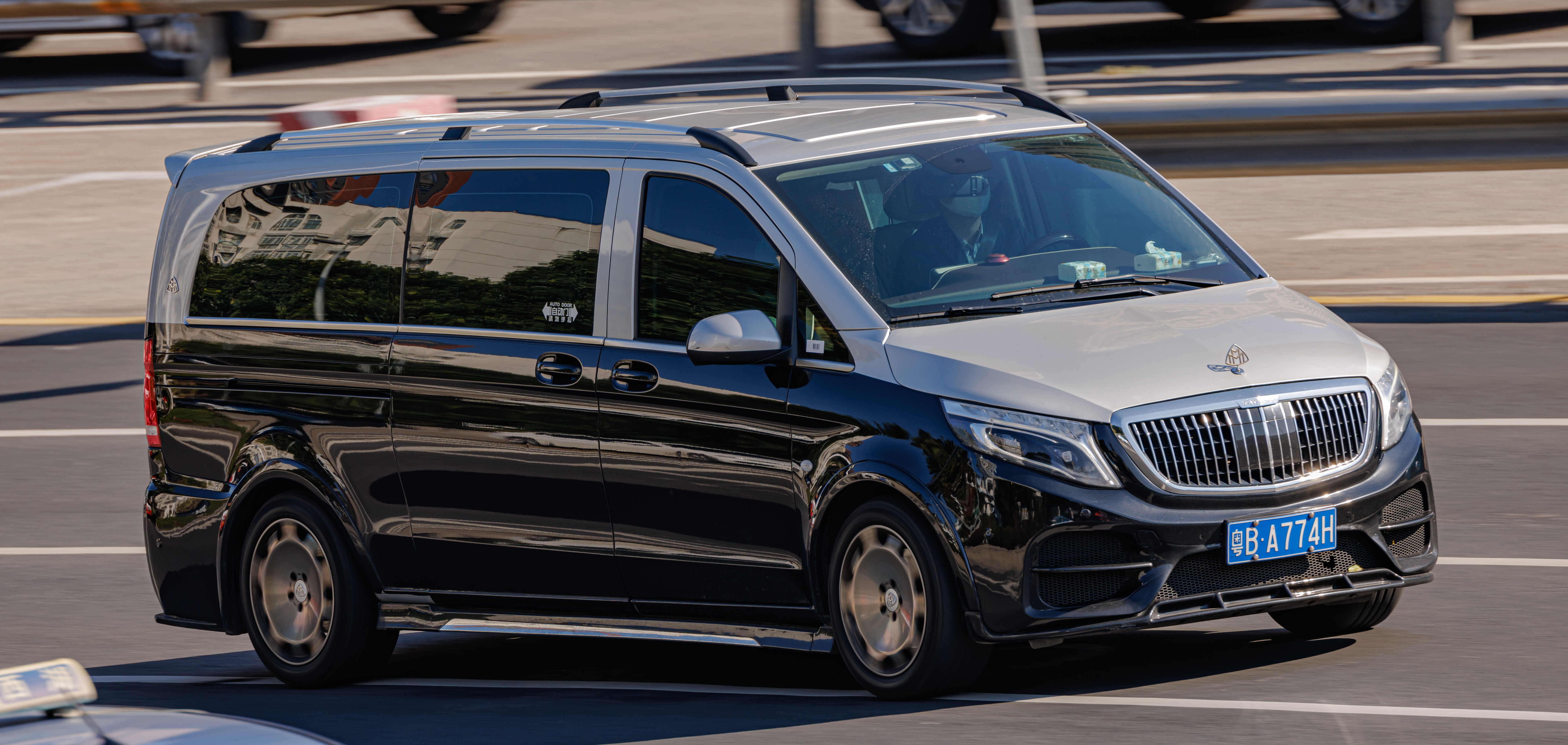
Mercedes-Benz V-Клас стилізований під Maybach

Хоча серійно автомобіль не має версії Maybach, багато тюнінгових компаній пропонують переобладнання серійного автомобіля на Mercedes-Benz V-Клас Maybach в кузові W447. Автомобіль отримує змінений зовнішній вигляд (решітку радіатора, бамбера, пороги, двоколірний кузов, колісті диски, тощо) і салон.